# Enrique Estrada Reynoso
Enrique Estrada Reynoso (Moyahua, Zacatecas, México; 18 de febrero de 1890-Ciudad de México, 3 de noviembre de 1942) fue un militar y político mexicano que participó en la Revolución mexicana.

## Biografía
Sus padres fueron Camilo Estrada y Micaela Reynoso y fue hermano del abogado y político Roque Estrada. Realizó sus estudios en Guadalajara, Jalisco. En 1910 se unió al movimiento maderista bajo las órdenes del general Rafael Tapia. En 1913 volvió a tomar las armas y luchó como constitucionalista en los límites de Jalisco y Zacatecas. Asistió a la Convención de Aguascalientes como delegado del general Ramón V. Sosa. Leal al carrancismo, fue gobernador de Zacatecas en tres ocasiones: una con carácter de interino del 29 de octubre de 1916 a 9 de abril de 1917; otra con carácter constitucional, del 8 de julio al 22 de agosto de 1917, y de nuevo como constitucional, del 8 de octubre al 11 de noviembre de ese mismo año. 
Durante periodos de 1917 y 1918, fue jefe de operaciones militares en Michoacán; tuvo que enfrentar ahí a José Inés García Chávez, difícil labor que se agravó por sus conflictos con el gobernador Pascual Ortiz Rubio. En 1920 se adhirió al Plan de Agua Prieta; durante la presidencia de Álvaro Obregón, de 1921 a 1922 fue subsecretario de Guerra y Marina; en 1923 fue jefe de operaciones en Jalisco pero secundó la rebelión delahuertista, como jefe. Derrotado por Obregón en Ocotlán, emigró a Estados Unidos. Tiempo después participó en una incursión rebelde a Baja California, por lo que fue detenido. A pesar de haber sido liberado en 1929 secundó a la rebelión escobarista. Fue diputado a la XXXVIII Legislatura; senador de la República y director general de Ferrocarriles Nacionales de México. Murió en la Ciudad de México el 3 de noviembre de 1942.